# Inre Tväråträsket (Lycksele socken, Lappland, 720215-161913)
Inre Tväråträsket är en sjö i Lycksele kommun i Lappland och ingår i Umeälvens huvudavrinningsområde. Sjön har en area på 1,69 kvadratkilometer och ligger 296,1 meter över havet. Sjön avvattnas av vattendraget Ruskträskbäcken.

## Delavrinningsområde
Inre Tväråträsket ingår i det delavrinningsområde (720452-161764) som SMHI kallar för Utloppet av Inre Tväråträsket. Medelhöjden är 315 meter över havet och ytan är 17,01 kvadratkilometer. Det finns inga avrinningsområden uppströms utan avrinningsområdet är högsta punkten. Ruskträskbäcken som avvattnar avrinningsområdet har biflödesordning 3, vilket innebär att vattnet flödar genom totalt 3 vattendrag innan det når havet efter 222 kilometer. Avrinningsområdet består mestadels av skog (68 procent) och sankmarker (16 procent). Avrinningsområdet har 1,74 kvadratkilometer vattenytor vilket ger det en sjöprocent på 10,2 procent.